# Municipio de Grant (condado de Crawford)
El municipio de Grant (en inglés: Grant Township) es un municipio ubicado en el condado de Crawford en el estado estadounidense de Kansas. En el año 2010 tenía una población de 236 habitantes y una densidad poblacional de 1,62 personas por km².

## Geografía
El municipio de Grant se encuentra ubicado en las coordenadas 37°30′24″N 95°0′16″O / 37.50667, -95.00444. Según la Oficina del Censo de los Estados Unidos, el municipio tiene una superficie total de 145.64 km², de la cual 144,54 km² corresponden a tierra firme y (0,76 %) 1,1 km² es agua.

## Demografía
Según el censo de 2010, había 236 personas residiendo en el municipio de Grant. La densidad de población era de 1,62 hab./km². De los 236 habitantes, el municipio de Grant estaba compuesto por el 94,92 % blancos, el 1,69 % eran amerindios, el 0,42 % eran de otras razas y el 2,97 % eran de una mezcla de razas. Del total de la población el 0,85 % eran hispanos o latinos de cualquier raza.